# Vietrichia
Vietrichia is een geslacht van schietmotten uit de familie Hydroptilidae.

## Soorten
Deze lijst is mogelijk niet compleet.
- V. linghia J Olah, 1989